# Elezioni generali in Sierra Leone del 2023
Le Elezioni generali in Sierra Leone del 2023 si sono svolte il 24 giugno per eleggere il Presidente del paese e rinnovare 135 seggi su 149 del proprio Parlamento.
In seguito al risultato elettorale delle presidenziali, è ampiamente emerso vincitore il capo dello stato uscente Julius Maada Bio, che, con il 56,17% delle preferenze, è stato riconfermato per un ulteriore mandato già al primo turno. Altresì rilevante è stato, tuttavia, il risultato alle elezioni parlamentari, con il partito del Presidente, il Partito del Popolo di Sierra Leone (SLPP), che ha ottenuto oltre la maggioranza assoluta dei seggi (81 su 149).
Qualora fosse stato necessario, un ulteriore turno di votazioni sarebbe stato previsto due settimane dopo l’annuncio ufficiale dei risultati. 

## Sistema elettorale

### Presidenziali
Per le elezioni presidenziali, la legge elettorale prevede un sistema maggioritario a doppio turno modificato: per essere eletti, infatti, è necessario ben oltre la maggioranza assoluta dei votanti, nello specifico il 55%+1. Se, tuttavia, ciò non avviene, si attua un secondo turno di votazione, in cui è eletto il candidato che ottiene il maggior numero di voti.

### Parlamentari
Per le elezioni parlamentari, invece, la legge elettorale prevede l’applicazione di un sistema proporzionale in 16 collegi plurinominali, secondo il quoziente Hare.
Quest’ultimo sistema, applicato per la prima volta in queste elezioni, sostituisce integralmente il vecchio sistema in uso sin dal 2008 e basato su un semplice sistema uninominale secco, abrogato con legge nell’ottobre del 2022.
Di seguito una tabella riassuntiva dei seggi spettanti ad ogni circoscrizione, in base alla popolazione:
| Distretti               | Seggi spettanti |     |
| ----------------------- | --------------- | --- |
| Bo                      | 12              |     |
| Bombali                 | 8               |     |
| Bonthe                  | 5               |     |
| Falaba                  | 4               |     |
| Kailahun                | 10              |     |
| Kambia                  | 6               |     |
| Karene                  | 5               |     |
| Kenema                  | 12              |     |
| Koinadugu               | 4               |     |
| Kono                    | 10              |     |
| Moyamba                 | 6               |     |
| Port Loko               | 10              |     |
| Pujehun                 | 7               |     |
| Tonkolili               | 10              |     |
| Area Rurale Occidentale | 10              |     |
| Area Urbana Occidentale | 16              |     |
| Totale                  | 135             | 135 |

## Risultati

### Elezioni presidenziali
| Julius Maada Bio   | Partito del Popolo di Sierra Leone (SLPP)                   | 1 566 932 | 56,17 |  |  |  |  |  |
| Samura Kamara      | All People's Congress (APC)                                 | 1 148 262 | 41,16 |  |  |  |  |  |
| Mohamed Bah        | Alleanza Democratica Nazionale (NDA)                        | 21 620    | 0,77  |  |  |  |  |  |
| Charles Margai     | Movimento Popolare per il Cambiamento Democratico (PMDC)    | 16 012    | 0,57  |  |  |  |  |  |
| Nabieu Kamara      | Partito Pace e Liberazione (PLP)                            | 7 717     | 0,28  |  |  |  |  |  |
| Abdulahi Saccoh    | Fronte Unito Rivoluzionario (RUF)                           | 6 796     | 0,24  |  |  |  |  |  |
| Prince Coker       | Partito Democratico Popolare (PDP)                          | 5 981     | 0,21  |  |  |  |  |  |
| Iye Kakay          | Partito Democratico dell’Alleanza (ADP)                     | 4 336     | 0,16  |  |  |  |  |  |
| Saa Kabuta         | Partito Popolare Nazionale Unito (UNPP)                     | 4 059     | 0,15  |  |  |  |  |  |
| Beresford Williams | Partito Nazionale Indipendente della Repubblica (RNIP)      | 2 692     | 0,10  |  |  |  |  |  |
| Mohamed Jonjo      | Partito Democratico Cittadino (CDP)                         | 2 367     | 0,08  |  |  |  |  |  |
| Mohamed Sowa-Turay | Movimento Democratico Unito (UDM)                           | 1 665     | 0,06  |  |  |  |  |  |
| Jonathan Sandy     | Partito dell’Unità Nazionale e della Riconciliazione (NURP) | 1 369     | 0,05  |  |  |  |  |  |
| Totale             | Totale                                                      | 2 789 808 | 100   |  |  |  |  |  |
|                    |                                                             |           |       |  |  |  |  |  |
| Voti non validi    | Voti non validi                                             | 10 883    | 0,39  |  |  |  |  |  |
| Votanti            | Votanti                                                     | 2 800 691 | 83,00 |  |  |  |  |  |
| Elettori           | Elettori                                                    | 3 374 258 |       |  |  |  |  |  |

### Elezioni parlamentari
| Partito del Popolo di Sierra Leone (SLPP)                   | 1 578 259 | 56,68 | 81  |  |  |  |
| All People's Congress (APC)                                 | 1 113 882 | 40,00 | 54  |  |  |  |
| Grande Coalizione Nazionale (NGC)                           | 18 169    | 0,65  | –   |  |  |  |
| Movimento Popolare per il Cambiamento Democratico (PMDC)    | 17 390    | 0,62  | –   |  |  |  |
| Alleanza Democratica Nazionale (NDA)                        | 3 819     | 0,14  | –   |  |  |  |
| Fronte Unito Rivoluzionario (RUF)                           | 1 502     | 0,05  | –   |  |  |  |
| Partito Pace e Liberazione (PLP)                            | 1 131     | 0,04  | –   |  |  |  |
| Partito dell’Unità Nazionale e della Riconciliazione (NURP) | 1 000     | 0,04  | –   |  |  |  |
| Partito Nazionale Indipendente della Repubblica (RNIP)      | 560       | 0,02  | –   |  |  |  |
| Partito Democratico Popolare (PDP)                          | 516       | 0,02  | –   |  |  |  |
| Indipendenti (IND)                                          | 48 464    | 1,74  | –   |  |  |  |
| Totale                                                      | 2 784 692 | 100   | 135 |  |  |  |
|                                                             |           |       |     |  |  |  |
| Voti non validi                                             | 11 189    | 0,40  |     |  |  |  |
| Votanti                                                     | 2 795 881 | 82,86 |     |  |  |  |
| Elettori                                                    | 3 374 258 |       |     |  |  |  |